# Futurama: Into the Wild Green Yonder
Futurama: Into the Wild Green Yonder is de vierde animatiefilm gebaseerd op de Amerikaanse animatieserie Futurama. De film debuteerde op 6 februari 2009 op de New York Comic Con, en werd 23 februari van dat jaar uitgebracht op dvd.
De film werd verdeeld over vier afleveringen van het vijfde seizoen van de televisieserie.

## Verhaal
De film begint ergens diep in de ruimte, waar een vreemde groene straling vrijkomt van een zwarte dwergster. De straling zorgt dat er DNAmoleculen ontstaan op een nabijgelegen planetoïde in het zonnestelsel van een paarse dwergster.
De planetexprescrew is op Mars om Amy's rijke ouders, Leo en Inez, te bezoeken. Ze zijn bezig om Mars Vegas te herbouwen. Ze worden hierbij tegengewerkt door een groep eco-feministen geleid door Frida Waterfall. Door een ongeluk komt een stuk van Frida’s juweel vast te zitten in Fry's brein. Leela is het ook niet eens met de sloop van het oude Mars Vegas. Ze redt een Martiaanse modderbloedzuiger uit de stad vlak voor deze wordt gesloopt.
Tijdens een bezoek aan het nieuwe Vegas begint Fry stemmen te horen in zijn hoofd. Een transiënt genaamd Hutch vertelt hem dat hij een telepaat is. Volgens hem kan Fry de stemmen tegenhouden met folie om zijn hoofd. Hij waarschuwt Fry tevens uit te kijken voor de "Dark Ones", maar wie dat zijn onthult hij nog niet. Ondertussen begint Bender een affaire met een robot genaamd Fanny, tot ongenoegen van haar echtgenoot, de Donbot. Leo onthult zijn plannen om de grootste miniatuurgolfbaan van de Melkweg te bouwen. De crew ontdekt op de plaats waar deze golfbaan moet komen de planetoïde uit het begin van de film, die nu vol zit met primitief leven. Leo wil desondanks de bouwplannen toch doorzetten. Hiervoor wil hij zelfs de paarse dwergster opblazen. Leela besluit zich aan te sluiten bij de eco-feministen om Leo’s bouwproject stop te zetten. Ze neemt afscheid van de Planet Expres.
Hutch neemt Fry mee naar de schuilplaats van de "Legion of Mad Fellows", geleid door de No. 9 man. No. 9 vertelt dat hun organisatie bestaat uit telepaten, die zich bezighouden met het bestuderen van de mysterieuze levensenergie genaamd "Chi" (de groene straling uit de openingsscène). Volgens hen bevat de paarse dwergster de sleutel tot het doen herleven van uitgestorven diersoorten, en het begin van een nieuw groen tijdperk. Fry moet deze ster redden daar hij als enige immuun is voor de psionische krachten van de Dark Ones. Voor dit doel infiltreert Fry in Leo’s organisatie.
Leo roept de hulp in van Zapp Brannigan en Kif Kroker om de eco-feministen op de sporen. Bender doet ook mee uit jaloezie over Leela’s toenemende strafblad. Bij hun zoektocht krijgen ze voor het eerst te maken met de Dark Ones, die Frida vermoorden en de nieuwe schuilplaats van de eco-feministen ontdekken. Bij een bijeenkomst met de Legion vertelt No. 9 Fry dat de Dark Ones een kwaadaardig ras zijn dat enkel leeft voor vernietiging van al het leven. Ze hebben ooit al eens een oud ras genaamd de Encyclopods uitgeroeid. Dit ras hield zich bezig met het beschermen van DNA van bedreigde levensvormen. De paarse dwergster is in werkelijkheid het laatste Encyclopod ei, en de Dark Ones zullen alles doen om te voorkomen dat het uitkomt.
Fry regelt een ontmoeting met Leela, maar zij ziet hem sinds de dood van Frida als een verrader en ontvoert hem. Brannigan arriveert en laat alle eco-feministen arresteren. Fry wordt bevrijd en gaat voor de derde keer naar de Legion. Hij krijgt de opdracht niet alleen de ster te redden, maar ook de Dark One te identificeren die achter Frida’s dood zit. No. 9 geeft Fry de mysterieuze Omega Device, welke de Dark One kan verslaan. Ondertussen geeft de Dark One Leela de opdracht uit de gevangenis te ontsnappen. Bender bevrijdt de andere eco-feministen. Dr. Zoidberg, Hermes en Farnsworth arriveren met het Planet Expres-schip om de eco-feministen naar de implosieceremonie te brengen.
Op de ceremonie krijgt Fry van Leo de eer om de paarse dwergster op te blazen. Fry probeert tijd te winnen terwijl hij de Dark One probeert te ontdekken. De eco-feministen arriveren om de ceremonie te stoppen. In de chaos activeert Fry de Omega Device. Meteen valt Leela’s bloedzuiger bewusteloos op de grond; hij was de Dark One. Op dat moment ontwikkelt de paarse dwergster zich tot een Encyclopod embryo, welke snel uitroeit tot volwassen vorm. De Encyclopod vernietigt de Dark One. Vervolgens neemt hij wat DNA af van Huth, en vertrekt.
Brannigan arriveert om de ontsnapte gevangenen weer te arresteren. Ook wil hij de Planet Exprescrew arresteren voor medeplichtigheid. De groep vlucht weg in hun schip, achterna gezeten door Brannigan. Uiteindelijk worden ze voor de keuze gesteld: gearresteerd worden of wegvluchten door een wormgat, met het risico dat ze triljoenen lichtjaren verderop terecht zullen komen. Ze besluiten te gokken op de tweede keuze en vliegen het wormgat in.

## Cast
| Acteur           | Personage                                                                   |
| ---------------- | --------------------------------------------------------------------------- |
| Billy West       | Philip J. Fry, Professor Farnsworth, Dr. Zoidberg, Zapp Brannigan, Leo Wong |
| Katey Sagal      | Turanga Leela                                                               |
| John DiMaggio    | Bender, Joey Mousepad                                                       |
| Tress MacNeille  | Fanny                                                                       |
| Maurice LaMarche | Kif Kroker, Donbot, Clamps                                                  |
| Phil LaMarr      | Hermes Conrad                                                               |
| Lauren Tom       | Amy Wong, Inez Wong                                                         |
| David Herman     | Number 9 Man                                                                |
| Dawnn Lewis      | LaBarbara Conrad, Prison Warden                                             |
| Snoop Dogg       | Zichzelf                                                                    |
| Phil Hendrie     | Frida Waterfall, Hutch Waterfall, The Encyclopod                            |
| Seth MacFarlane  | Mars Vegas singer                                                           |
| Penn & Teller    | Zichzelf                                                                    |

## Achtergrond

### Continuïteit
De film speelt verder in op verschillende grote en kleinere thema’s uit afleveringen van Futurama. Net als in de afleveringen "The Problem with Popplers" en "The Birdbot of Ice-Catraz", die ook een milieuthema hadden, komt een nieuw lid van de Waterfall familie voor in de film: Hutch. Het Planet Expresschip loopt in de film op walvisolie, een brandstof die eerder werd gezien in "Bendin' in the Wind".
Net als in "The Day the Earth Stood Stupid" en "The Why of Fry" wordt ingespeeld op het feit dat Fry in het jaar 1999 werd ingevroren omdat men hem nodig had in de toekomst. Dit keer wordt zijn hulp alleen niet gevraagd door de Nibblonians, maar door de Legion of Mad Fellows. Ook Fry’s immuniteit voor psychische krachten vanwege het feit dat hij zijn eigen grootvader is speelt een belangrijke rol in de film.
De No. 9 man was in de serie een regelmatig terugkerend achtergrondpersonage.
In de slotscène van de film zijn Amy en Kif weer bij elkaar sinds hun relatie stukliep in Futurama: The Beast with a Billion Backs. Ook beantwoordt Leela eindelijk Fry’s liefde.
De film was bedoeld als afsluiter van de serie, maar in 2010 werd toch begonnen met een zesde seizoen. Dit stelde de producers voor een dilemma. Groening wilde de verhaallijn uit de film negeren en de serie gewoon verder laten gaan na seizoen 4, maar Cohen was hierop tegen. Uiteindelijk werd besloten het nieuwe seizoen toch na de film plaats te laten vinden.

### Productie
Productie van de film begon in 2006, maar werd verstoord door de staking van de Writers Guild of America in 2007 en 2008.
Ten tijde van uitkomst was de film mogelijk het laatste Futurama-project dat ooit zou worden gemaakt. De producers besloten verschillende berichten in de film te verstoppen als referentie naar dit feit. Zo is in de film te zien dat het Planet Expresgebouw wordt gesloten en dat Farnsworth de carrièrechips van Zoidberg en Hermes afneemt. Als een soort service voor de fans besloten de producers ook in de climax van de film meer dan 250 bekende en minder bekende personages uit de serie een cameo te geven.
De film werd met gemengde reacties ontvangen.